# Маєр Айдельгайт
Маєр Айдельгайт (16 липня 1910, Янів (тепер Івано-Франкове) — 1943) — польський та український математик.

## Життєпис
Його батько Озіяс Айдельгайт був робітником-деревооборобником. У 1929 році закінчив львівську гімназію ім. Жолкевського на вулиці Антоновича.
У 1929–1933 роках навчався у Львівському університеті на математично-природничому факультеті. Закінчив зі ступенем магістра філософії в галузі математики.
Магістерська робота — «Теорія збіжності» (пол. Teoria sumowalności).
Продовжував наукові дослідження з функціонального аналізу. Вже на 1939 рік мав 8 опублікованих і 4 здані до друку наукові праці.
У 1933–1939 роках заробляє викладанням, зокрема, і приватними лекціями, репетиторством.
1935 року обраний членом Польського математичного товариства.
1938 року здобув ступінь доктора філософії у Львівському університеті (дисертація «Про вирішення комплексів лінійних рівнянь з нескінченним числом невідомих» пол. O rozwiązywaniu układów równań liniowych o nieskończenie wielu niewiadomych під керівництвом Стефана Банаха).
У січні 1939 — доцент кафедри аналізу, якою завідував професор Гуґо Штайнгауз; згодом переведений на кафедру алгебри професора Євстахія Жилінського.
21 березня 1941 року — кандидат фізико-математичних наук та доцент.
1943 року вбитий нацистами.